# 卡尔·施特赖贝尔
卡尔·施特赖贝尔（德語：Karl Streibel，1903年10月11日—1986年8月5日），最高军衔为党卫队高级突击队长 ，是纳粹德国特拉夫尼基集中营的第二任也是最后一任司令。
施特赖贝尔于1903年10月11日出生于普魯德尼克。 1932年11月，29岁的他加入了国家社会主义工人党和党卫队。在纳粹德国入侵波兰之前不久，他被提升为上级突击队长。1941年10月27日，施特赖贝尔被奥迪罗·格洛波奇尼克任命为特拉夫尼基集中营的领导人，负责培训纳粹勾结者组成的辅警部队“志愿帮手”（Hilfswilligen，字面意义为“愿意帮忙的人”），好让他们能够为纳粹德国波兰总督府效力 。他的集中营还监禁被判处奴役劳工的波兰犹太人。1943年11月3日，特拉夫尼基的犹太人在丰收节行动中被全数屠杀。
特拉夫尼基人（德語：Trawnikimänner）参加了纳粹消灭犹太人的莱因哈德行动。他们在灭绝营和犹太人隔都执行处决任务，包括贝尔赛克灭绝营、索比布尔集中营、特雷布林卡二号营、华沙（三次）、琴斯特霍瓦、卢布林、利沃夫、拉多姆、克拉科夫、比亚韦斯托克（两次）、马伊达内克、奥斯维辛、以及特拉夫尼基集中营本身。

## 自由身
1944年6月24日，在苏联的进攻之前，施特赖贝尔与自己组建的党卫队施特赖贝尔营撤离特拉夫尼基，向克拉科夫和奥斯威辛逃跑。他们又经波兰和捷克斯洛伐克撤退到德累斯顿；他的营在1945年3月4日至4月12日期间于该地解散。施特赖贝尔和他手下的志愿帮手混入平民，从此销声匿迹。
公众长期对施特赖贝尔的下落一无所知，直到他在1970年被起诉时。施特赖贝尔在汉堡接受了对他的战时活动的审判，并于1976年被判无罪释放。德国检察官Helge Grabitz相信了施特赖贝尔的话，但也认为他有部分记忆障碍。斯特雷贝尔被宣布未犯下煽动暴力罪行；此判决无公诉上诉权。 施特赖贝尔在判决后的生活缺乏记述。

## 注解
1. ↑  Dieter Pohl: Von der "Judenpolitik" zum Judenmord. Der Distrikt des Generalgouvernements 1939-1944. Lang, Frankfurt 1993, p. 186
2. 1 2  Mgr Stanisław Jabłoński (1927–2002). . The camp history. Trawniki official website.   [2013-04-30]. （原始内容存档于2007-01-31） （波兰语）.
3. ↑  Ernst Klee: Das Personenlexikon zum Dritten Reich, Frankfurt am Main 2007, p. 608
4. ↑  . Przystanek Historia.   [2020-11-13]. （原始内容存档于2020-11-13）.
5. ↑  Jack R. Fischel. . Historical Dictionary of the Holocaust. Scarecrow Press: 264–265. Jul 17, 2010  [April 30, 2013].
6. ↑  Donald L. Niewyk, Francis R. Nicosia. . The Columbia Guide to the Holocaust. Columbia University Press. 2012  [2013-04-30].
7. ↑  . Holocaust Encyclopedia. United States Holocaust Memorial Museum.   [July 21, 2011]. （原始内容存档于2018-06-14）.
8. ↑  David Bankir, ed.  (Google Books). Secret Intelligence and the Holocaust. Enigma Books: 331–348. 2006  [2013-06-02]. （原始内容存档于2016-05-01）.
9. 1 2  Ralph Hartmann. . Den Aufsatz kommentieren. Ossietzky 9/2010. 2010  [2013-06-01]. （原始内容存档于2013-12-02）.
10. ↑  Matthias Janson. . Veröffentlicht in konkret 11/2009, S. 38f. Matthias Janson. 2008  [2013-06-01]. （原始内容存档于2015-01-23）.
11. ↑  Kimberly C. Partee.  (PDF file, direct download 126 KB). Danyliw Research Seminar in Contemporary Ukrainian Studies. Clark University, Holocaust and Genocide Studies. 20–22 October 2011  [2013-06-01].[]
12. ↑  Ian Dixon. . June 1990  [2013-05-31]. （原始内容存档于2016-03-03）.